# Iglesia de Nuestra Señora de la Gloria de Outeiro
La iglesia de Nuestra Señora de la Gloria de Outeiro, más conocida como iglesia de la Gloria (en portugués Igreja de Nossa Senhora da Glória do Outeiro o Igreja da Glória), es un templo católico de estilo Barroco situado en el barrio Gloria, en Río de Janeiro. Es una de las joyas de la arquitectura colonial de Brasil y uno de los monumentos característicos de la ciudad. Se encuentra registrada por el Instituto del Patrimonio Histórico y Artístico Nacional.

## Historia
La devoción de Nuestra Señora de la Gloria comenzó en este sector a principios del siglo XVII. En 1608, un tal Ayres puso una estatua de la virgen en una gruta que ya había en el lugar. En 1670 un ermitaño de nombre Antônio Caminha construyó una ermita de madera y arcilla y reunió a un cierto número de seguidores. El dramaturgo José de Alencar trazó un perfil de este personaje en un texto corto publicado en un texto cuyo nombre se inspira en esa historia.
 

Gracias a un terreno adyacente que Cláudio de Amaral Gurgel le donó a la Orden de la Gloria en 1699 fue posible construir un templo mayor. La construcción comenzó entre 1714 y 1720, y la iglesia actual fue inaugurada en 1739. El proyecto corrió a cargo del teniente-coronel e ingeniero-militar portugués José Cardoso Ramalho, que diseño un templo original que adoptó características de las construcciones militares. 

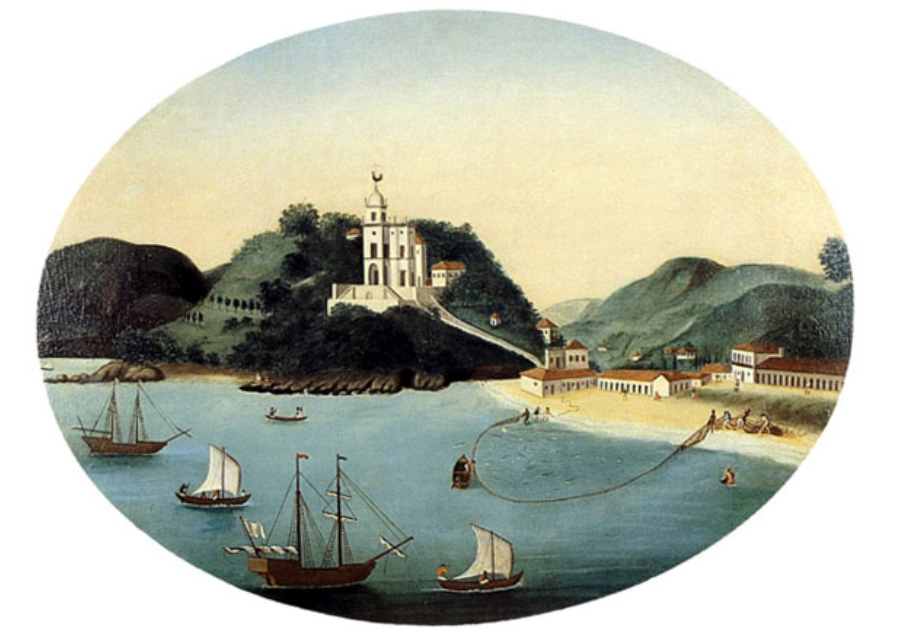
Iglesia de la Gloria (Leandro Joaquim, c. 1790)

La piedra para la construcción provino de la cantera de la Gloria, en Catete. La planta de la iglesia está compuesta por dos octógonos, lo que le da la forma de ocho. Los espacios curvos, especialmente elípticos, son una forma típica del Barroco y constituyeron en su momento una novedad en la arquitectura de Río. 
Uno de los octógonos lo ocupa la nave curva de la iglesia y el otro, la sacristía. El interior de la nave transmite una sensación de monumentalidad, gracias a las pilastras y al techo abovedado.
Las partes bajas de la nave están cubiertas con magníficos paneles de azulejos, hechos entre 1735 y 1740 en el taller de Valentim da Fonseca e Silva (Dom Valentim), con temas bíblicos, recientemente restaurados. La sacristía también está forrada de azulejos, pero con temas profanos (escenas de caza). La iglesia tiene tres altares rococó, datados de la transición entre el siglo XVIII y el XIX. Sobre el altar mayor se encuentra el escudo de la Familia Imperial Brasileña.
El exterior tiene un perfil característico, con los dos cuerpos octogonales precedidos por una torre cuadrangular coronada con una cúpula bulbosa. El primero piso de la torre tiene un espacio abovedado por donde se entra en la iglesia a través de un portal con un medallón representando a la Virgen y el Niño. Este portal y dos otros fueron traídos de Lisboa en la segunda mitad del siglo XVIII.

### Capilla Imperial

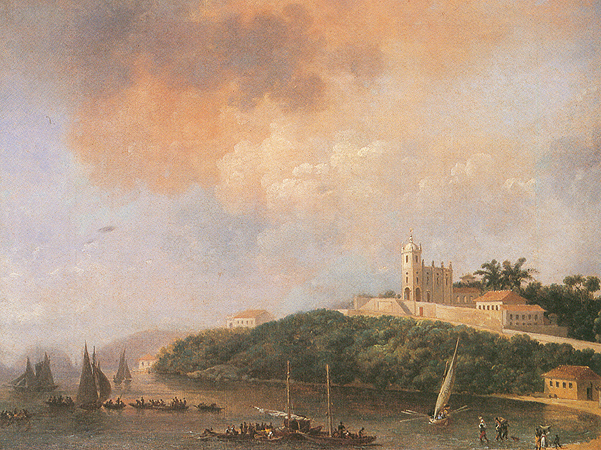
"Vista del Outeiro, Playa e Iglesia de la Gloria"(Nicolas-Antoine Taunay, 1817

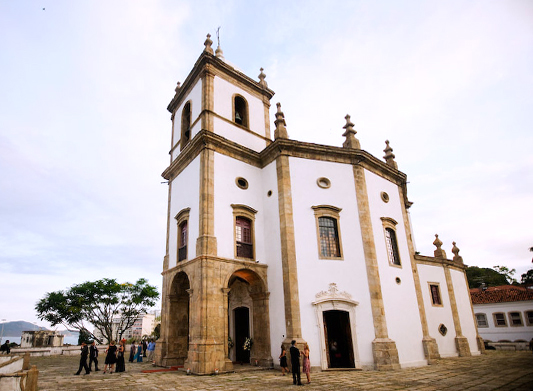
Iglesia de la Gloria.

Después de su llegada a Río de Janeiro en 1808, la Familia Real Portuguesa tomó especial predilección por el templo de la Gloria. En 1819, allí fue bautizada la primogénita de Pedro I y su esposa Leopoldina, la princesa María de la Gloria, la futura Maria II de Portugal. 
Desde entonces, todos los miembros de la Familia Imperial fueron bautizados en la Iglesia de la Gloria, incluyendo Pedro II y la princesa Isabel. En 1839, Pedro II otorgó el título de Imperial a la hermandad, la cual se hizo conocida, a partir de entonces, como Imperial Orden de Nuestra Señora de la Gloria del Outeiro.
Durante la primera mitad del siglo, las obras de ganancia de tierras alejaron el templo unos 200 metros del malecón.

### Restauración
En 2006, fue recuperada con ayuda del Banco Nacional de Desarrollo Económico y Social, gracias a un presupuesto de 991 900 reales (2006), con los trabajos a cargo de Azevedo Agencia de Arquitectura. En su interior y exterior, fueron recuperados los muros, fachadas, paramentos, forros, altares, tallas, canales y sistema eléctrico.

## Características
Con paredes encaladas, emolduradas por piedras de granito, es una de las primeras iglesias coloniales brasileñas con planta poligonal en estilo barroco. Los antecedentes lusitanos de estas iglesias son encontrados en Lisboa, como en la Iglesia del Niño Dios (iniciada en 1711) del arquitecto real João Antunes. 
Durante la Colonia, las iglesias de planta poligonal fueron construidas en esa misma época también en el Recife (iglesia de San Pedro de los Clérigos, iniciada en 1723) y en Salvador (iglesia de Nuestra Señora de la Concepción de la Playa, iniciada en 1739). La forma general de la iglesia, de dos octógonos con torre en la entrada, no tiene antecedentes en Brasil ni antecedentes claros en Portugal.